# Derde Birmaanse koninkrijk
Het Derde Birmaanse koninkrijk was een koninkrijk in Myanmar tussen 1752 en 1885.  In 1740 hadden de Mon einde gemaakt aan het Tweede Birmaanse koninkrijk, maar de Mon werden al gauw teruggeslagen door de Birmanen onder een nieuwe leider Alaungpaya. Deze riep zichzelf tot koning uit en stichtte daarmee het Derde Birmaanse koninkrijk (1752-1885). Hij verenigde met harde hand de Birmese volken onder één rijk. Koning Hsinbyushin stuitte een Chinese invasie en veroverde in 1767 kortstondig Siam (Thailand) , waarbij Ayutthaya volledig werd verwoest. Onder koning Bodawpaya werden ook Assam en Arakan onderworpen. Dit leidde tot spanningen met het Britse Rijk in India. Gedurende het Derde Birmaanse koninkrijk werd de hoofdstad regelmatig verplaatst: in 1783 van Ava naar Amarapura, in 1813 terug naar Ava, in 1841 (na een verwoestende aardbeving in 1838) weer naar Amarapura en in 1861 naar Mandalay.
Grens- en handelsconflicten met het Britse Rijk in India leidde tot drie Engels-Birmese oorlogen: 1824, 1852 en 1885. De Engelsen veroverden uiteindelijk geheel Birma en vanaf 1885 was Birma een onderdeel van het Britse Rijk. Daarmee eindigde het Derde Birmaanse koninkrijk en werd het als Brits-Birma een deel van het Britse Rijk. De laatste koning, Thibaw, werd naar India verbannen.